# Пожар в Самарском ГУВД
Пожар в здании Главного управления внутренних дел Самарской области — чрезвычайное происшествие, произошедшее в среду 10 февраля 1999 года в городе Самаре. В результате пожара погибли 57 человек, главным образом сотрудники управления, более 200 были эвакуированы. Огонь полностью уничтожил здание, руины пришлось снести.

## Здание
Здание ГУВД Самары было построено в 1936 году (по некоторым данным — в 1930 или 1932 году) по проекту архитекторов Леонида Волкова и Николая Телицына в стиле нового конструктивизма. Здание имело деревянные перекрытия и межпотолочные пустоты, заполненные сухим тополиным пухом. Кроме главной лестницы, имелись также лестницы в торцах здания, но они были заперты. Оно представляло собой два корпуса, соединённых пристройкой, расположенных по отношению друг к другу под прямым углом. В здании первоначально было четыре этажа, затем в 1970-е годы был достроен ещё один. Большинство окон нижних этажей были забраны решётками, что при пожаре также сыграло пагубную роль. Здание было расположено по адресу: улица Куйбышева, д. 42.
Государственным пожарным надзором на момент пожара занималось одно из подразделений УВД: Государственная противопожарная служба. УВД игнорировало свои же собственные многочисленные предписания. При проведении учений в марте 1998 многие из находящихся в здании сотрудников их проигнорировали.

## Пожар
Вечером 10 февраля 1999 года в здании ГУВД, вопреки обыкновению, находилось много людей. Это было вызвано переводом на чрезвычайное положение всех подобных ведомств в связи с последними внутренними событиями в России. Возгорание началось не позже 17:30 по местному времени. Пожар был обнаружен, но оповещение людей в здании не было произведено. Сообщили в пожарную охрану в 17:52. Впоследствии версии возникновения возгорания строились самые различные — высказывались предположения даже о поджоге ГУВД преступными группировками из города Тольятти, так как в сгоревшем архиве находились материалы по их разработке. Официальная же версия такова, что кто-то из сотрудников ведомства бросил непогашенный окурок в пластмассовую урну.
В связи с тем, что здание было построено давно и перекрытия были деревянные — пожар стал распространяться с огромной скоростью. Находившиеся в здании люди из-за недостатка воздуха теряли сознание и умирали от отравления угарным газом. Те, кто смог добраться до окон, разбивали стёкла, но ветер мгновенно начинал раздувать и без того бушующее пламя. Особенно тяжело пришлось экспертно-криминалистическому отделу ГУВД, находившемуся на верхнем, пятом этаже здания. Его сотрудники прыгали из окон своего этажа, практически все они разбились насмерть. Отдел потерял более трети своих сотрудников.
Прибывшие вскоре на место происшествия пожарные долго не могли справиться с огнём, постоянно запрашивая подмогу. Горводоканал Самары не выдержал подобную нагрузку, поэтому специально для тушения пожара была проложена магистраль, по которой осуществлялся забор воды из реки Волги. Борьба с пожаром длилась более суток. Из огня спаслось более 200 человек, многие из них находились в критическом состоянии. Когда пожар был локализован и потушен, на месте пожара были обнаружены останки пятидесяти погибших.

## Последствия пожара
После пожара здание ГУВД было уже невозможно эксплуатировать — в нём рухнула крыша и все перекрытия, а также часть стен. Почти вся обстановка внутри была полностью уничтожена. В связи с этим было принято решение снести сгоревшее здание, что спустя небольшое время и было сделано.
В ходе пожара сгорели материалы операции «Циклон» против мафии на АвтоВАЗе. На месте, где когда-то находилось ГУВД, сейчас установлен мемориал в виде списка с именами погибших и Вечного огня. Ежегодно на месте пожара проводятся траурные мероприятия.
Уголовное дело по расследованию обстоятельств пожара было приостановлено в связи с невозможностью выявить виновных.

## Погибшие
В результате пожара погибло 57 человек:
- Алексанов Константин Владимирович, старший лейтенант милиции, оперуполномоченный управления уголовного розыска.
- Андреева Наталья Петровна, младший сержант милиции, начальник канцелярии следственного управления.
- Архипова Инна Александровна, бухгалтер финансово-экономического отдела.
- Астафурова Надежда Владимировна, машинистка секретариата УВД.
- Багаев Александр Дмитриевич, рабочий эксплуатационно-технического центра УВД.
- Бертасова Татьяна Вениаминовна, майор милиции, старший следователь по особо важным делам следственного управления.
- Бокояров Александр Юрьевич, подполковник милиции, старший оперуполномоченный управления по борьбе с экономическими преступлениями.
- Бородин Альберт Николаевич, старший лейтенант милиции, оперуполномоченный управления по борьбе с экономическими преступлениями.
- Бредихина Юлия Евгеньевна, младший оперуполномоченный управления по борьбе с экономическими преступлениями.
- Буклеев Валерий Анатольевич, старший лейтенант юстиции, следователь следственного отделения ОВД Самарского района Самары.
- Голуб Владимир Федорович, старший лейтенант милиции, старший оперуполномоченный управления уголовного розыска.
- Гордеев Вадим Владимирович, капитан милиции, оперуполномоченный управления по борьбе с экономическими преступлениями.
- Докучаева Галина Азаровна, полковник милиции, начальник отдела следственного управления.
- Забродина Валентина Анатольевна, подполковник милиции, заместитель начальника отдела ООРУИМ и ППН.
- Ивлиева Ирина Ивановна, подполковник милиции, старший оперуполномоченный управления по борьбе с экономическими преступлениями.
- Калашникова Наталья Петровна, майор внутренней службы, старший инспектор по особым поручениям паспортно-визовой службы.
- Карлова Елена Анатольевна, старший лейтенант внутренней службы, инспектор паспортно-визовой службы.
- Катаева Ольга Федоровна, майор юстиции, старший следователь следственного управления.
- Кильдюшов Олег Владимирович, подполковник милиции, главный инспектор штаба УВД.
- Королёв Павел Геннадьевич, майор милиции, начальник управления обеспечения общественного порядка.
- Кузьмин Игорь Владиславович, майор милиции, старший оперуполномоченный управления уголовного розыска.
- Курышева Ольга Николаевна, заведующая канцелярией отдела паспортно-визовой службы.
- Лифанова Софья Николаевна, старший лейтенант милиции, эксперт экспертно-криминалистического управления.
- Ломжа Александр Михайлович, подполковник милиции, главный инспектор инспекции штаба УВД.
- Макагонова Нина Петровна, капитан юстиции, старший следователь следственного управления.
- Медведев Владимир Николаевич, полковник милиции, заместитель начальника отдела паспортно-визовой службы.
- Неверова Валентина Львовна, главный редактор газеты «Право».
- Никифоров Сергей Анатольевич, капитан милиции, заместитель начальника отдела управления по борьбе с экономическими преступлениями.
- Николаев Дмитрий Германович, майор милиции, начальник отдела управления по борьбе с незаконным оборотом наркотиков.
- Перелыгин Дмитрий Анатольевич, стажер по должности эксперта экспертно-криминалистического управления.
- Петрунин Владислав Эдуардович, старший лейтенант милиции, старший эксперт межрайонного экспертно-криминалистического отдела УВД.
- Подтяжкин Александр Николаевич, майор милиции, старший эксперт экспертно-криминалистического управления.
- Полушкина Татьяна Федоровна, подполковник внутренней службы, главный инспектор штаба УВД.
- Постолова Ольга Николаевна, архивист архивной информации информцентра УВД.
- Пронина Нина Петровна, заведующая канцелярией управления по борьбе с экономическими преступлениями.
- Прохорова Людмила Александровна, лейтенант милиции, эксперт экспертно-криминалистического управления.
- Рабинович Мария Михайловна, заведующая канцелярией следственного управления.
- Ржевский Александр Константинович, полковник милиции, заместитель начальника управления по борьбе с экономическими преступлениями.
- Савенко Зоя Федоровна, архивист информцентра УВД.
- Сажин Андрей Николаевич, капитан милиции, эксперт экспертно-криминалистического управления.
- Семенякина Галина Вениаминовна, майор юстиции, следователь следственного управления.
- Силантьев Владимир Константинович, подполковник милиции, начальник отдела управления по борьбе с экономическими преступлениями.
- Собачкин Валентин Борисович, майор милиции, старший эксперт экспертно-криминалистического управления.
- Сулейманова Лейла Наримановна, старший лейтенант милиции, эксперт экспертно-криминалистического управления.
- Суходеев Александр Павлович, полковник милиции, заместитель начальника УВД, начальник следственного управления.
- Тихонов Сергей Владимирович, старший лейтенант милиции, эксперт экспертно-криминалистического управления.
- Усова Лидия Викторовна, майор милиции, оперуполномоченный управления уголовного розыска.
- Фадеева Алевтина Ивановна, полковник юстиции, заместитель начальника следственного управления.
- Финошина Ирина Александровна, старший лейтенант милиции, инспектор отдела паспортно-визовой службы.
- Фролов Игорь Владимирович, капитан милиции, старший инспектор по особым поручениям управления кадров.
- Харитонова Елена Александровна, старший лейтенант внутренней службы, старший специалист финансово-экономического отдела.
- Храмов Анатолий Васильевич, старший лейтенант юстиции, старший следователь по особо важным делам следственного управления.
- Шалгин Владимир Маркович, капитан милиции, начальник отделения экспертно-криминалистического управления.
- Шипкова Наталья Александровна, экономист по труду центральной бухгалтерии УВД.
- Швейкина Татьяна Михайловна, капитан милиции, старший инспектор паспортно-визовой службы.
- Яковенко Валентина Александровна, уборщица УВД.
- Ярцев Михаил Борисович, капитан милиции, эксперт экспертно-криминалистического управления.

### Память

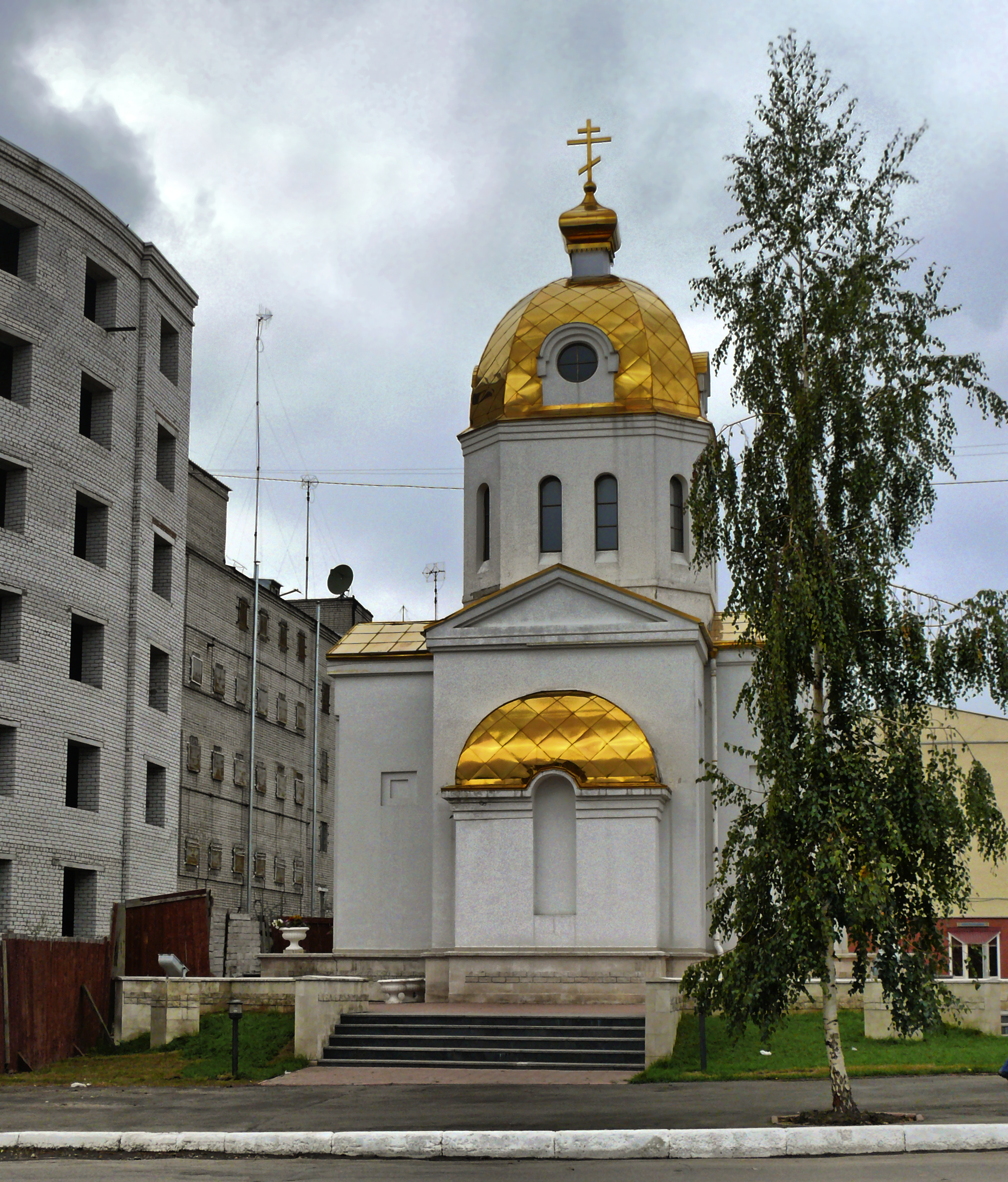
Часовня на месте пожара

Через неделю после пожара указом президента Российской Федерации Бориса Ельцина 17 февраля 1999 года был объявлен днём общенационального траура по погибшим в этом происшествии.
В 2014 году депутаты Самарской губернской думы постановили, что 10 февраля будет ежегодно отмечаться памятная дата «День памяти сотрудников ОВД Самарской области, погибших при исполнении служебных обязанностей».

## Комментарии
1. ↑  Рядовые сотрудники правоохранительных органов в официальную версию не поверили. На эту тему длительное время ходила грустная шутка, что «окурок и урна найдены и приложены к делу в качестве улик»[источник не указан 735 дней].